# Triana Park
Triana Park, відомі також під латвійськомовним ім'ям Triānas Parks — латвійський музичний колектив, заснований у 2008 році. Представник Латвії на пісенному конкурсі «Євробачення 2017».

## Історія гурту
Команда Triana Park працює в музиці від 2008 року. В цьому ж році вперше взяли участь у національному відборі Євробачення. Музиканти висунулись для участі в конкурсі з піснею «Bye Bye». Але так і не перемогли відбір.
. У 2009 році команда знову пішла на відбір, на цей раз з композицією «Call Me Any Time You Need a Problem». Але теж не перемогли.
У 2010 році в третій раз взяли участь у відборі Євробачення, на цей раз із піснею «Lullaby for My Dreammate».. У тому ж році була прем'єра їх дебютного сольного альбому під назвою EnterTainment, в яку увійшли сингли: «Bye Bye», «Call Me Any Time You Need a Проблема» і «Lullaby for My Dreammate», а також сингл «Karuselis». У 2011 році в четвертий раз взяли участь у національному відборі з піснею «Upside Down». 12 лютого виступили в другому півфіналі відбору і з другого місця пробилися у фінал. Колектив відмовився від участі у фіналі через хворобу співачки.
У 2012 році знову взяли участь у виборі, на цей раз із піснею «Stars Are My Family». 18 лютого виступили у фіналі і зайняли передостанній, дев'яте місце. В кінці серпня, вже як Triana Park випустили новий сингл — «I Like».
29 серпня 2014 року вийшов їх міні-альбом, названий просто "Triana Park. На ньому вийшов, зокрема, сингл «Iron Blue».
У 2017 році знову взяли участь в національних відбіркових турах євробачення Supernova,із піснею «The Line». 12 лютого виступили у другому чвертьфіналі і потрапили до півфінального етапу. 19 лютого успішно пройшли півфінал, а 26 лютого зайняли перше місце у фіналі відбору, отримавши найбільший відсоток підтримки глядачів, завдяки чому стали представниками Латвії на 62 Конкурсі «Євробачення» в Києві. Виступили у першому півфіналі, 9 травня, та зайняли 18 місце 

## Склад

### Присутні члени
- Агнесе Раковська — спів
- Артурс Страутіньш — гітара
- Едгарс Вілюмс — барабани
- Крістапс Ерґліс — бас-гітара

### Залишили гурт
- Айварас Раковскіс
- Ренарс Лазда

## Дискографія

### Студійні альбоми
- EnterTainment (2010)

### Minialbumy (EP)
- Triana Park — EP (2014)

1. ↑  Євробачення 2017. Архів оригіналу за 4 серпня 2017. Процитовано 9 травня 2017.